# Gligorije Gogowski
Gligorije (Gligorie) Gogowski, mac. Глигорије (Глигорие) Гоговски serb. Глигорије Гоговски (ur. 6 lipca 1943 w Tetowie, zm. 5 czerwca 2022 tamże) – jugosłowiański (macedoński) działacz komunistyczny i inżynier, w latach 1986–1991 przewodniczący Rady Wykonawczej (premier) Socjalistycznej Republiki Macedonii.

## Życiorys
W 1968 ukończył studia inżynierskie na wydziale elektryczno-mechanicznym Uniwersytetu Świętych Cyryla i Metodego w Skopju, a w 1980 magisterskie na wydziale inżynierii mechanicznej Uniwersytetu w Zagrzebiu. Od 1968 dyrektor kombinatu tekstyliów wełnianych „Teteks” w Tetowie. Następnie pracował jako dyrektor techniczny, wicedyrektor, a od 1983 dyrektor generalny OOZT „Elektroodrżanje”. Pełnił także m.in. funkcje wiceszefa fabryki „Uteks” w Belgradzie i szefa rady nadzorczej powiązanego z „Teteksem” TTK Banka w Skopju.
W 1968 wstąpił do Związku Komunistów Jugosławii. Działał w ramach Związku Komunistów Macedonii, m.in. jako członek komitetu gminnego w Tetowie i członek komitetu centralnego ZKM odpowiedzialny za współpracę z innymi partiami komunistycznymi. Zasiadał w lokalnych władzach organizacji Socjalistycznego Sojuszu Ludu Pracującego Jugosławii, Izbie Gospodarczej Macedonii oraz radzie gminy Tetowo. W ramach władz parlamentu Socjalistycznej Republiki Macedonii odpowiadał za sprawy naukowe oraz handel zagraniczny. Od 28 kwietnia 1986 do 20 marca 1991 pozostawał przewodniczącym Rady Wykonawczej (premierem) Socjalistycznej Republiki Macedonii jako ostatnia osoba na tej funkcji (jego następca został już premierem Republiki Macedonii). W trakcie jego kadencji w 1990 przeprowadzono pierwsze wolne wybory parlamentarne w Macedonii. Powrócił następnie do kierowania kombinatem „Teteks”.